# Náměstí Ve Starém Hloubětíně
Náměstí Ve Starém Hloubětíně je nejstarší náměstí v Hloubětíně na Praze 14, kterým prochází ulice Hloubětínská a ústí do něj ulice K Mototechně a Klánovická.
Leží v nadmořské výšce 210 metrů. Přestože bylo pojmenováno až v roce 1925, jeho historie je mnohem starší, protože náměstí se nachází na místě návsi původní vesnice a kolem něho se rozkládá historické jádro obce, kterému se říká Starý Hloubětín. Hloubětín se stal součástí hlavního města Prahy až na základě zákona o Velké Praze v roce 1922. Náměstí si z velké části zachovalo vesnický ráz, obklopují ho statky jejichž historii lze vystopovat zpět do 16. a 17. století, osídlení v této oblasti existovalo zcela jistě už ve 13. století. Pouze na východní straně je narušen původní charakter obce, když tam byl v roce 1976 vybudován bazén, tenisové kurty a parkoviště. Zanikl tak Lykařovský a Bartoňovský grunt. Kromě této východní strany jsou všechny objekty památkově chráněny. Uprostřed návsi stával rybník, po druhé světové válce byl zasypán, a tak další část náměstí získala parkovou úpravu. Uprostřed zeleně byl v roce 1926 odhalen pomník obětem 1. světové války. Má jehlancový tvar, korunuje ho váza se zlaceným věčným plamenem. Na pomníku je nápis PAMÁTCE PADLÝM VE SVĚTOVÉ VÁLCE 1914–1918, výčet 71 obětí a opět nápis ČEST BUDIŽ VÁM!. Do základů byla zazděna schránka s historickými doklady. Na návsi také bývala obecní váha a hasičská zbrojnice.
U příležitosti stého výročí vyhlášení republiky nechala 23. října 2018 Praha 14 u památníku obětem první světové války vysadit Strom republiky. U této lípy se o dva dny později uskutečnilo slavnostní shromáždění občanů za přítomnosti starosty Radka Vondry. Místo je také opatřeno žulovou informační cedulí s textem STROM REPUBLIKY 100. výročí vzniku ČSR 1918–1948.

## Budovy a instituce
- Východní strana:
  - Plavecký a sportovní areál Hloubětín (PSA Hloubětín), Hloubětínská 80/32.[7] Byl dokončen v roce 1976, tvoří ho tři bazény: sportovní, dětský a venkovní. Na zdi směrem k náměstí se nachází plastika ženské postavy.
- Jižní strana:
  - Křižovnický dvůr, Hloubětínská čp. 5/28, Šestajovická, Klánovická; kulturní památka
- Západní strana:
  - Usedlost čp. 16, Hloubětínská 11; kulturní památka. Kdysi Brogovský grunt a Müllerův statek. V období socialismu zde bývala Mototechna "U Maškové".
  - Usedlost čp. 17, Hloubětínská 13; kulturní památka. Kdysi Čtverákovský nebo Jelinkovský grunt.
- Severní strana:
  - Usedlost čp. 19, Poděbradská 106; kulturní památka. Kdysi Antochův grunt.
  - Usedlost čp. 20, Hloubětínská 17; kulturní památka. Kdysi Wagnerův statek, v současnosti hotel Bella.[8]

## Galerie

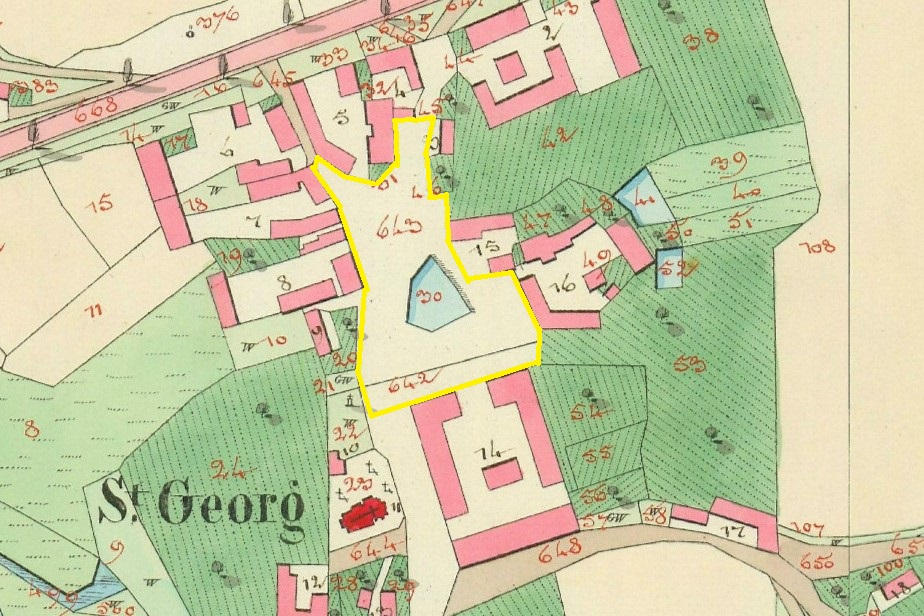
Náves ve Starém Hloubětíně na císařském otisku mapy Stabilního katastru z roku 1841 je vyznačena žlutě, tmavě červeně je vyznačen kostel svatého Jiří.
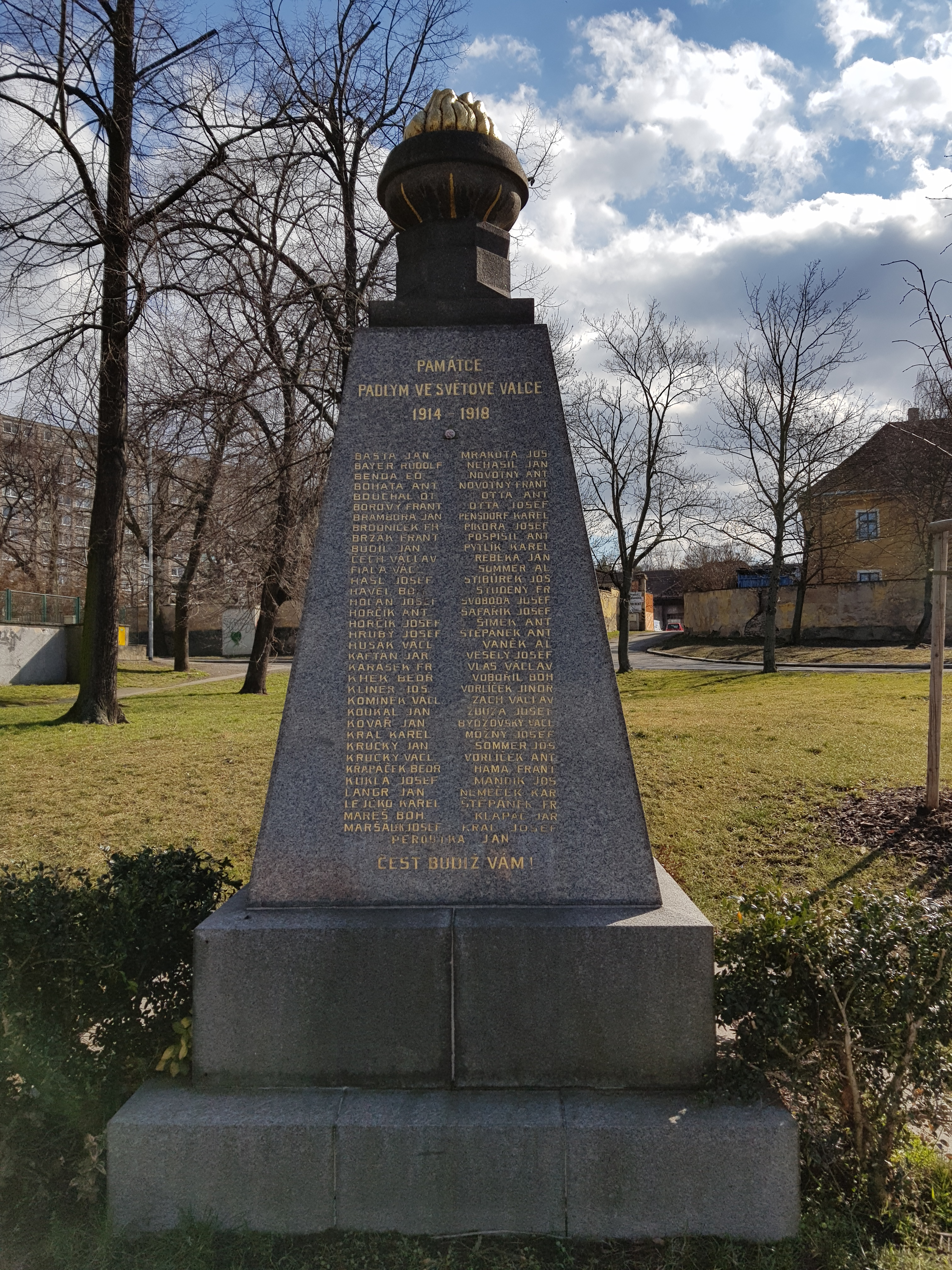
Pomník obětem 1. světové války.
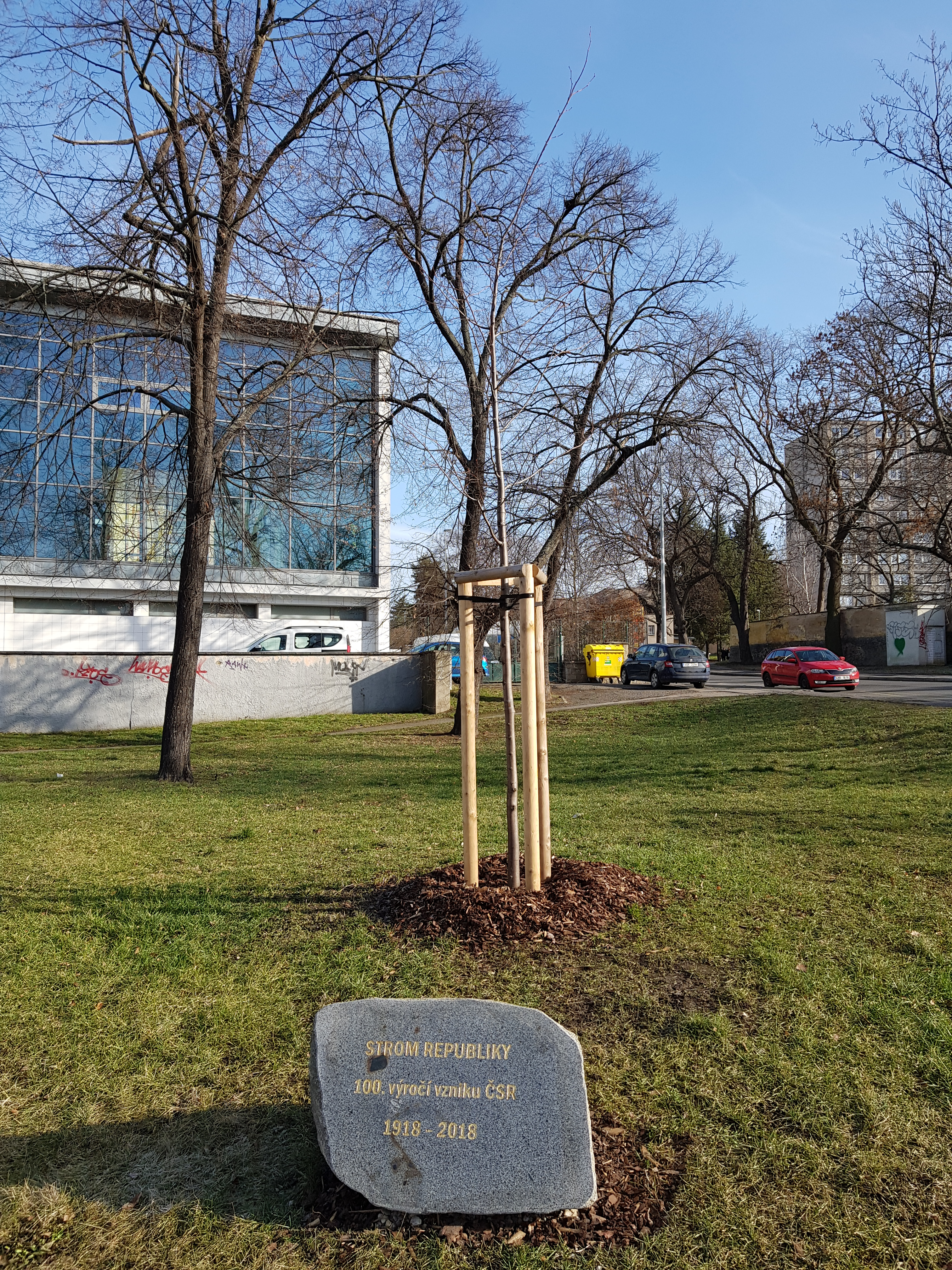
Strom republiky zasazený v roce 2018 u příležitosti 100. výročí vyhlášení republiky
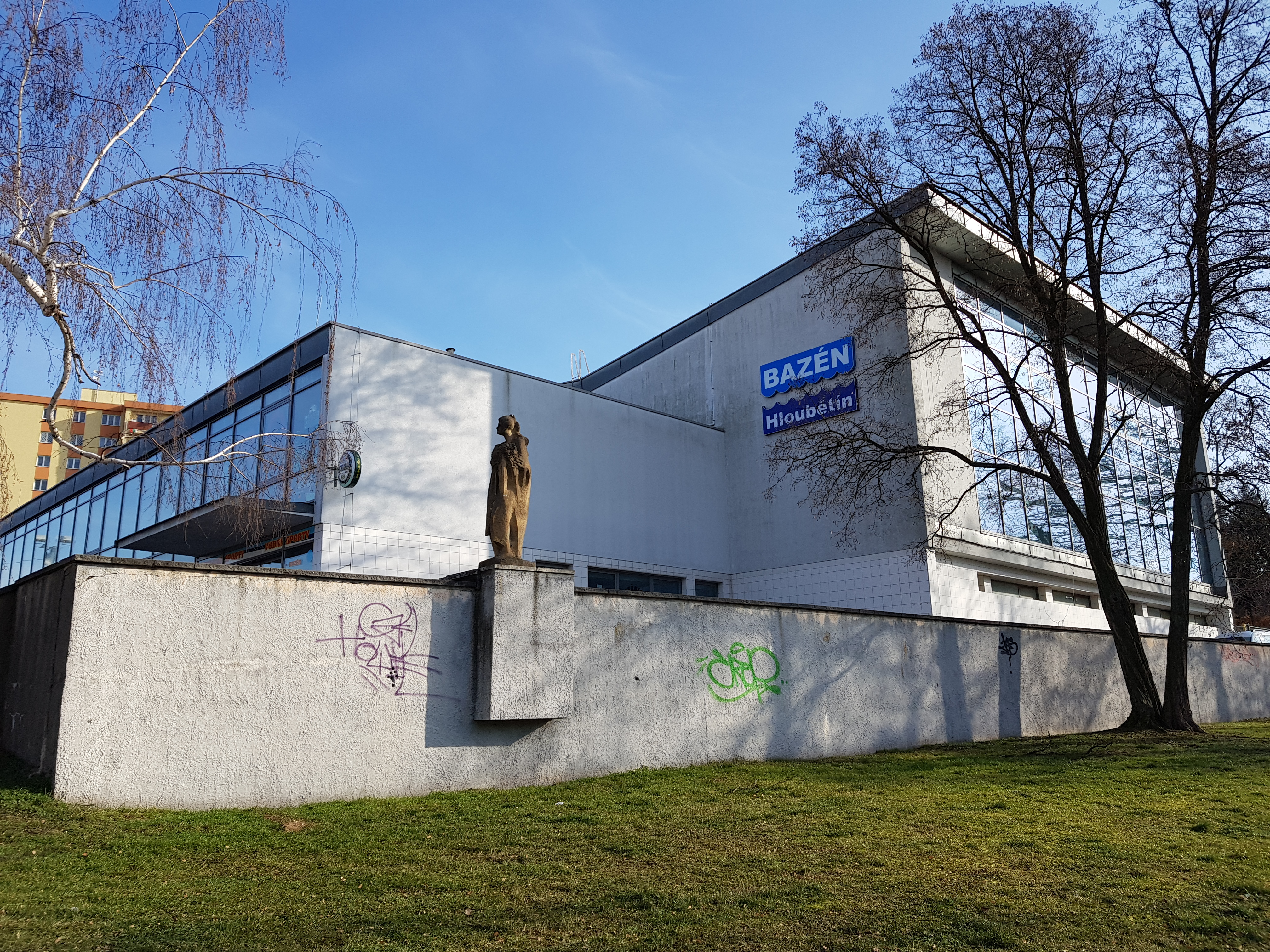
Bazén Hloubětín